# Giave
Giave (topónimo en lengua sarda) es un municipio situado en el territorio de la provincia de Sácer, en Cerdeña (Italia).

## Demografía
| Gráfica de evolución demográfica de Giave entre 1861 y 2001 |
|                                                             |
| Fuente ISTAT - elaboración gráfica de Wikipedia             |